# Róger Matus Lazo

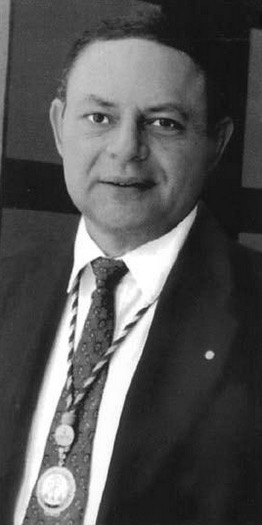
Roger Matus Lazo

Róger Matus Lazo (San Pedro de Lóvago, Chontales, 1943) es un profesor, escritor, ensayista y filólogo de Nicaragua. Ha asumido seriamente el estudio del español de América y, dentro de ese ámbito, el nicaragüense.

## Datos biográficos
Nació en la Ciudad de San Pedro de Lóvago, Chontales, en 1943, hijo del matrimonio de Siriaquita Lazo y don José Luis Matus. Hizo sus estudios de primaria en la ciudad de Granada y se bachilleró en el Instituto Nacional de Oriente. Fue profesor en la Universidad "Redemptoris Máter" de Managua. Ha sido editor de la Revista Lengua de la Academia Nicaragüense de la Lengua y en el Boletín Nicaragüense de Bibliografía y Documentación de la Biblioteca del Banco Central. Estudió Ciencias de la Educación en la UNAN-Managua (1974) y maestría en Filología hispánica. Cuando ingresó a la Academia Pablo Antonio Cuadra se expresó hacía él como "un académico nato, un lingüista total y vocacionalmente dedicado al estudio y a la docencia de su lengua".
Se considera a sí mismo como un estudioso del idioma, muy preocupado por investigar los distintos aspectos del idioma, tanto su aspecto normativo y como características dialectales del español. Dejó los estudios de medicina en su juventud por sumergirse totalmente en el estudio lingüístico nicaragüense. Es miembro de la Academia Nicaragüense de la Lengua. Como estudioso del lenguaje nacional ha escrito libros ennotados en el dialecto vulgar de los jóvenes, interesado según él por el sociolingüismo.
Sus libros han sido utilizados como libros de texto por el Ministerio de Educación de Nicaragua. En 1996, se le encargó la redacción de los libros escolares de Primero a quinto año de secundaria diurna y nocturna. Fue coautor del Diccionario de Uso del Español de Nicaragua.
Su primer libro es el Léxico de la ganadería en el habla popular de Chontales (San Pedro de Lóvago) [Monografía  académica]-Managua,  Nicaragua: (sin  imprenta),  1975 -1.ª edición, p. 140, que fue reeditado en 1982.

## Ediciones Poéticas
En sus escritos, es frecuente el estilo y la escritura del léxico propio nicaragüense y latinoamericano; se adentra en el uso de las «voces prohibidas», el género, sexo, anglicismos.
- Presencia del inglés en el español de Nicaragua (1996)
- El lenguaje del pandillero en Nicaragua (1997)
- Mejoremos nuestro idioma —tres tomos— (1997-1999)
- Lengua y deporte en Nicaragua (1998)
- Curso actualizado de redacción comercial (2000)
- Nuestra ortografía
- Diferentes artículos en periódicos, revistas, etc.